# Flesh Gordon
Flesh Gordon ist eine Sexfilm-Parodie auf den Film Flash Gordon (1936) aus dem Jahr 1974. Regie führten Howard Ziehm und Michael Benveniste.

## Handlung
Die Erde wird durch Sexstrahlen aus dem All bedroht, die dazu führen, dass die von ihnen getroffenen Menschen unkontrolliert Sex miteinander haben. Der Eishockey-Spieler Flesh Gordon fliegt gerade von einem Auslandsspiel in die USA heim, um seinem Vater beizustehen. Unvermittelt setzen die Sexstrahlen ein und verwandeln die Insassen der kleinen Maschine in eine Horde von Sexbesessenen. Doch Flesh gelingt es, sich selbst und seine Freundin Dale Ardor aus der abstürzenden Maschine zu retten. Sie stoßen auf Dr. Flexi Jerkoff, einen Freund von Fleshs Vater. Dieser hat ein Raumschiff entworfen, mit dem sie den Grund für die Strahlung ausfindig machen wollen.
Nach einer turbulenten Reise durchs All müssen sie auf dem Planeten Porno notlanden, wo sie von dem impotenten Imperator Kaiser Wang gefangen genommen werden. Er ist der Grund für die Sexstrahlen, die die Erde heimsuchen. Während Dr. Flexi Jerkoff für den Imperator arbeiten soll, wird Dale gezwungen, den Imperator zu ehelichen. Währenddessen wird Flesh von Königin Klitoria entführt, die ihn zu einem Lustsklaven abrichten möchte. Es gelingt Jerkoff jedoch, Flesh zu befreien. Die Königin bereut ihr Tun und überlässt ihnen ihre beiden Kraftwarzen. Gerade noch rechtzeitig können Flesh und Jerkoff Dale befreien, doch auf ihrer Flucht werden sie getrennt. Dale landet bei einem lesbischen Amazonenstamm, der sie zu einer der ihren machen will. Jerkoff und Flesh können sie wiederum befreien und stoßen auf den homosexuellen Prinzen Precious, den rechtmäßigen Erben von Porno.
Gemeinsam beschließen sie, den Sexstrahler mit den Kraftwarzen zu zerstören, doch Precious’ Truppen wurden infiltriert. In einem Raumschiff entwendet einer von Wangs Getreuen eine der Kraftwarzen und bringt sie zu seinem Kaiser. Wang lässt das Raumschiff in einen Mund fliegen, wo es explodiert, doch Flesh, Jerkoff, Dale und der Prinz können rechtzeitig abspringen. Sie werden in eine riesige Toilette gesteckt und hinuntergespült, überleben jedoch. Daraufhin stürmen sie den Thronsaal, um die Kraftwarzen wiederzuerlangen, doch diese steckt in der Vagina eines der Mädchen aus Wangs Gefolge fest. Wang nutzt die allgemeine Verwirrung, um seine Vergewaltigungsroboter zu schicken, die Flesh jedoch auf ihn lenken kann. Wang kann entkommen und beschwört das „Scheusal“, ein riesiges Ungeheuer. Nachdem die Helden die Kraftwarze aus der Frau herausgeholt haben, wird Dale vom Scheusal gekidnappt. Mit einem Raumschiff gelangen sie in die Nähe des Ungeheuers, und Jerkoff kann einen Schuss abfeuern. Dale kann entkommen, und das Monster fällt auf Wang und die Strahlenkanone. Prinz Precious herrscht nun wieder über Porno, und auch die Gefahr für die Erde ist gebannt. Flesh, Dale und Jerkoff machen sich auf den Weg zurück zur Erde.

## Hintergrund
Der Film stammt aus der ersten Welle an großen Pornofilmen der frühen 1970er, die auch im Kino liefen. Für seine Verhältnisse hatte der Film ein hohes Budget von 470.000 US-Dollar. Jedoch gab es vermehrt Probleme am Set. Es stellte sich heraus, dass eine der Darstellerinnen im Film minderjährig war. Die Polizei ließ deshalb einige Teile des Filmmaterials beschlagnahmen. Zudem sprach sich mittlerweile die Politik gegen Pornofilme aus, und so wurde der Film auf eine Sexklamotte umgeschrieben. Die wenigen bereits abgedrehten Hardcore-Sequenzen wurden nie veröffentlicht, auch weil einige Spulen durch die Vorführung im Rahmen des Prozesses unbrauchbar geworden waren.
Geläufig ist daher nur die Version mit Softsex-Szenen, die auf ein R-Rating gestutzt wurde.
Einige bekannte Namen aus Hollywood beteiligten sich am Film, wurden aber nicht namentlich genannt, zum Beispiel der Maskenbildner Rick Baker. Der Stop-Motion-Künstler Jim Danforth ließ sich in den Credits unter Pseudonym verewigen.

## Stilmittel
Inhaltlich lehnt sich der Film an die Comicserie Flash Gordon an und übernahm optisch außerdem einige Elemente, zum Teil auch ganze Sequenzen der gleichnamigen Filmserie aus den 1930ern, jedoch mit einem starken Pornobezug. Auch die Namen sind leichte Abweichungen aus dem Original. So wurde beispielsweise Zarkov zu Jerkoff (engl. für „einen runterholen“). Ein Disclaimer am Anfang, nach dem der Film eine Hommage an die Superhelden der 1930er Jahre darstellt, sollte eine rechtliche Auseinandersetzung mit den Rechteinhabern von Flash Gordon vorbeugen.

## Veröffentlichung
In Deutschland erschien eine auf 85 Minuten zurechtgeschnittene Version auf Video, die fast keine Sexszenen mehr enthielt. Erst Marketing Film restaurierte den Film auf die ursprünglichen 89 Minuten (jedoch ohne Abspann). Auch im Vereinigten Königreich erschien erst 2001 eine ungekürzte Version des Films.
- Erstaufführungen

- USA: 30. Juli 1974
- Deutschland: 23. März 1975

Turbine Medien brachte am 22. Februar 2024 ein Mediabook zum 50-jährigen Jubiläum des Films heraus.

## Fortsetzung
1989 erschien Flesh Gordon – Schande der Galaxis, ebenfalls unter der Regie von Howard Ziehm, der (15 Jahre später) eine neue Geschichte um den Helden Flesh Gordon erzählte.

## Kritik
Flesh Gordon wurde überwiegend als Klamauk abgetan. Unter Science-Fiction- und Trashfilm-Fans gilt der Film (und seine spätere Fortsetzung) jedoch auch als Kultwerk.

„Das an Alex Raymonds Comic-Strip-Klassiker ‚Flash Gordon‘ angelehnte Science-Fiction-Spektakel ist als Parodie auf Horror-, Sex- und andere Konsumunterhaltung aufgemacht, bleibt aber nichtssagend in seinen persiflierenden Anspielungen und begnügt sich statt dessen mit Klamauk.“

„Aus heutiger Sicht wirkt diese Parodie auf Sex- und Science-Fiction-Filme eher albern, zumal die Tricktechniken ziemlich trashig aussehen. Doch sollte ja die alte Serie aus den 30ern veräppelt werden, in der die Raumschiffe teils sichtbar an Bindfäden durch das Bild gezogen wurden und den Kultappeal eines ‚Angriff der Killertomaten‘ erreicht ‚Flesh Gordon‘ allemal.“